# Catedral del Sagrado Corazón (Davenport)
La catedral del Sagrado Corazón de Davenport, Iowa, es la catedral parroquia de la diócesis de Davenport.
La catedral está localizada en 422 East Tenth Street en Davenport. Está listada en el Registro Nacional de Lugares Históricos como el Complejo de la Catedral del Sagrado Corazón. Esta designación incluye el edificio de la iglesia, rector y antiguo convento. La catedral se encuentra adyacente al Distrito Histórico Cork Hill, también en el RNLH. Su ubicación en Cork Hill, una sección de la ciudad poblada por inmigrantes irlandeses, dando el sobrenombre a la catedral de Cork Hill.
El Centro Cultural Hispano fue fundado en 1975 para atender las necesidades de las personas de habla hispana en toda la zona de la Quad Cities. En la catedral a partir de 1977, se celebraban misas en español. La comunidad hispana, con el tiempo, se trasladó a la iglesia de San José en Davenport.
En los últimos años las misas se han celebrado también en vietnamita, usado debido al crecimiento de la comunidad vietnamita.

## Interior de la catedral

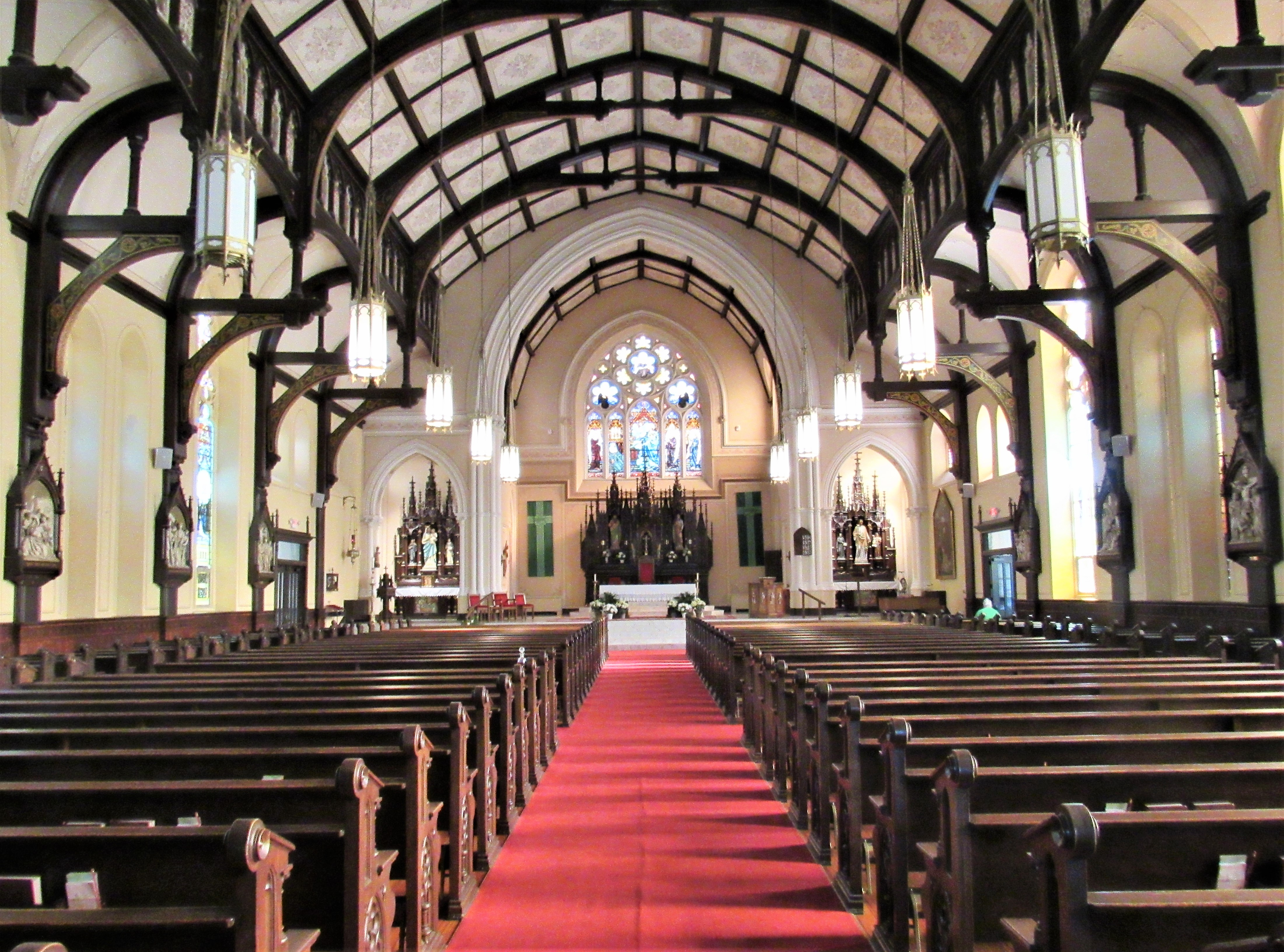
Santuario
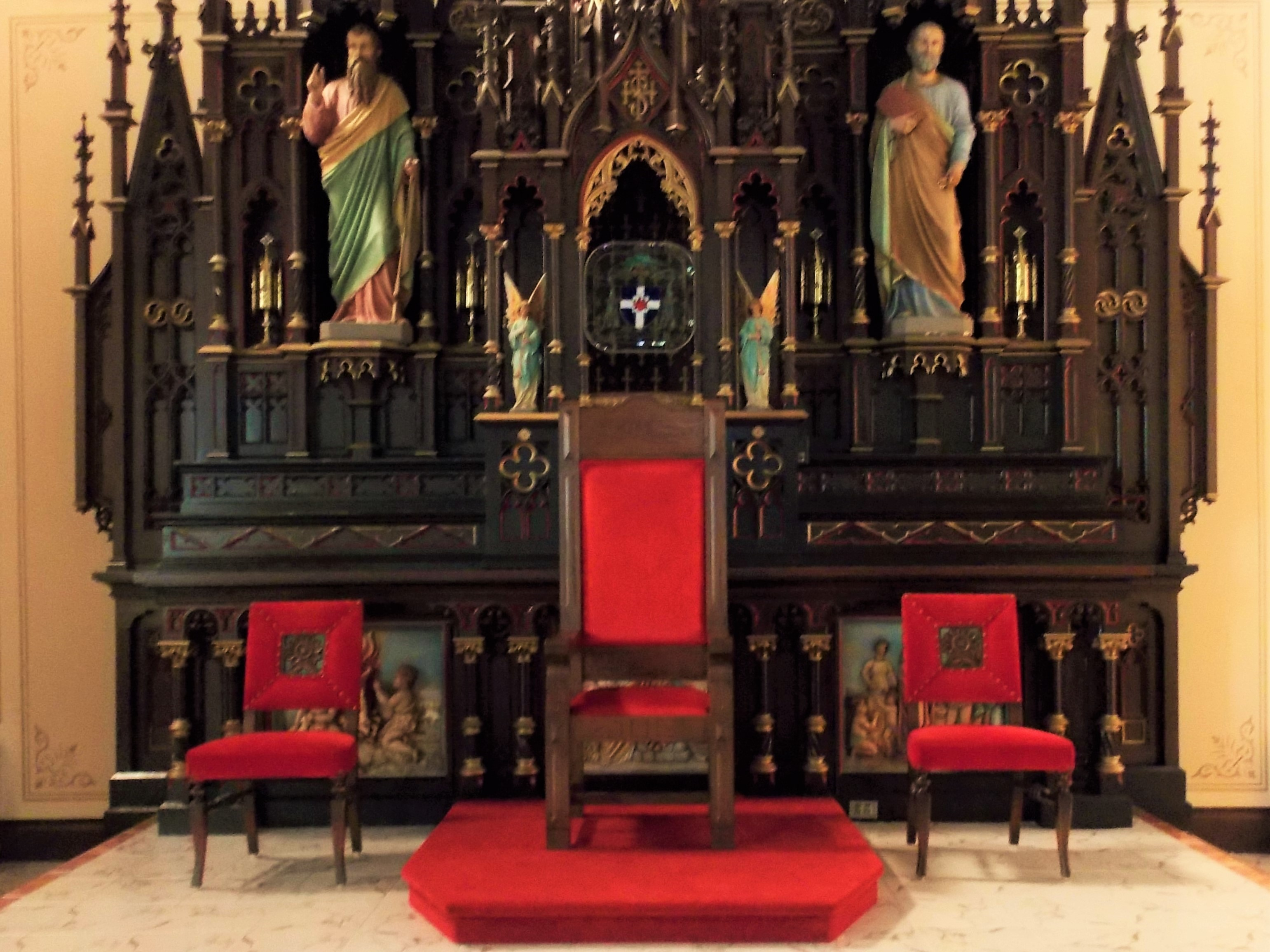
Cátedra
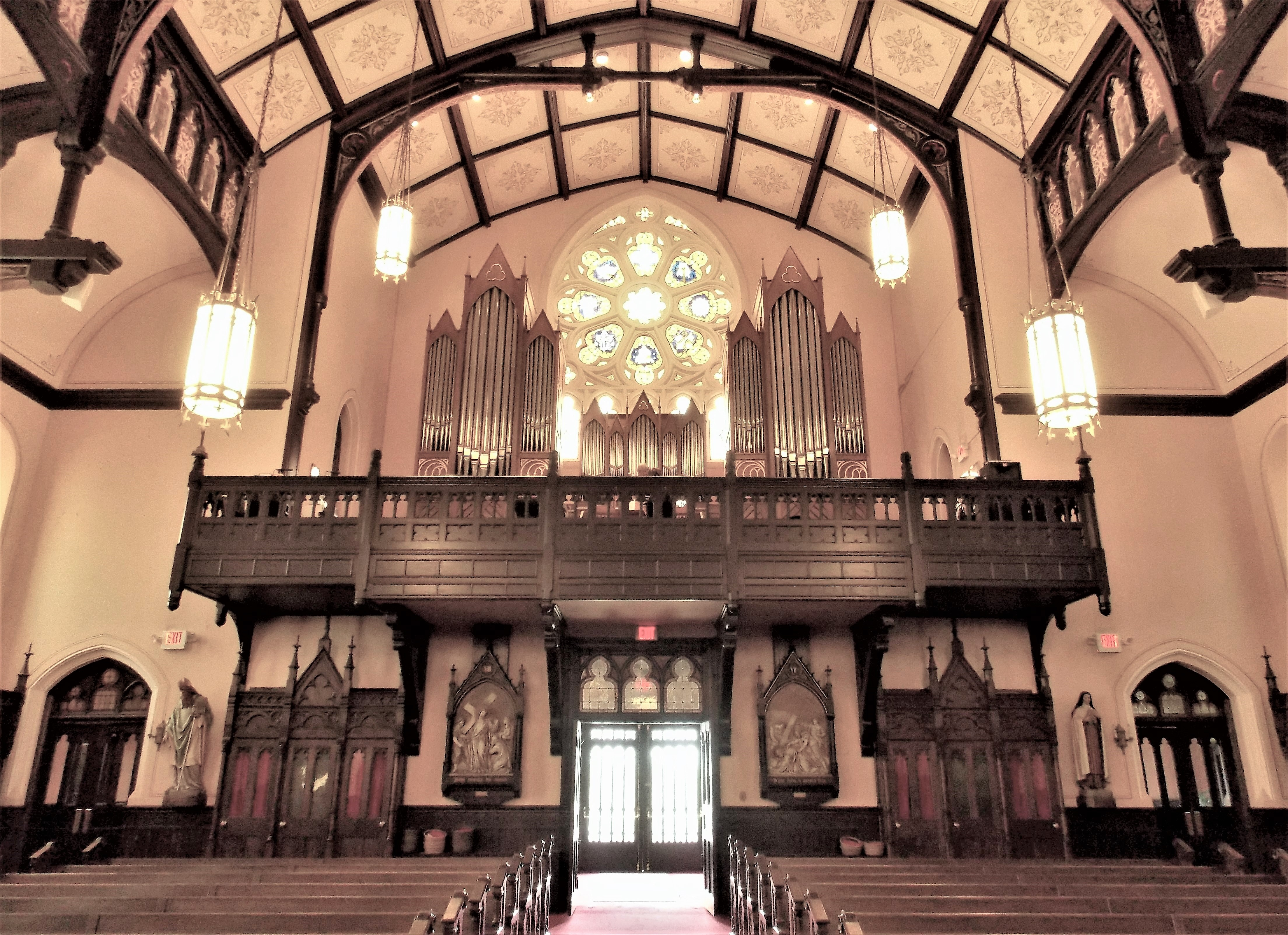
Tubo de órgano
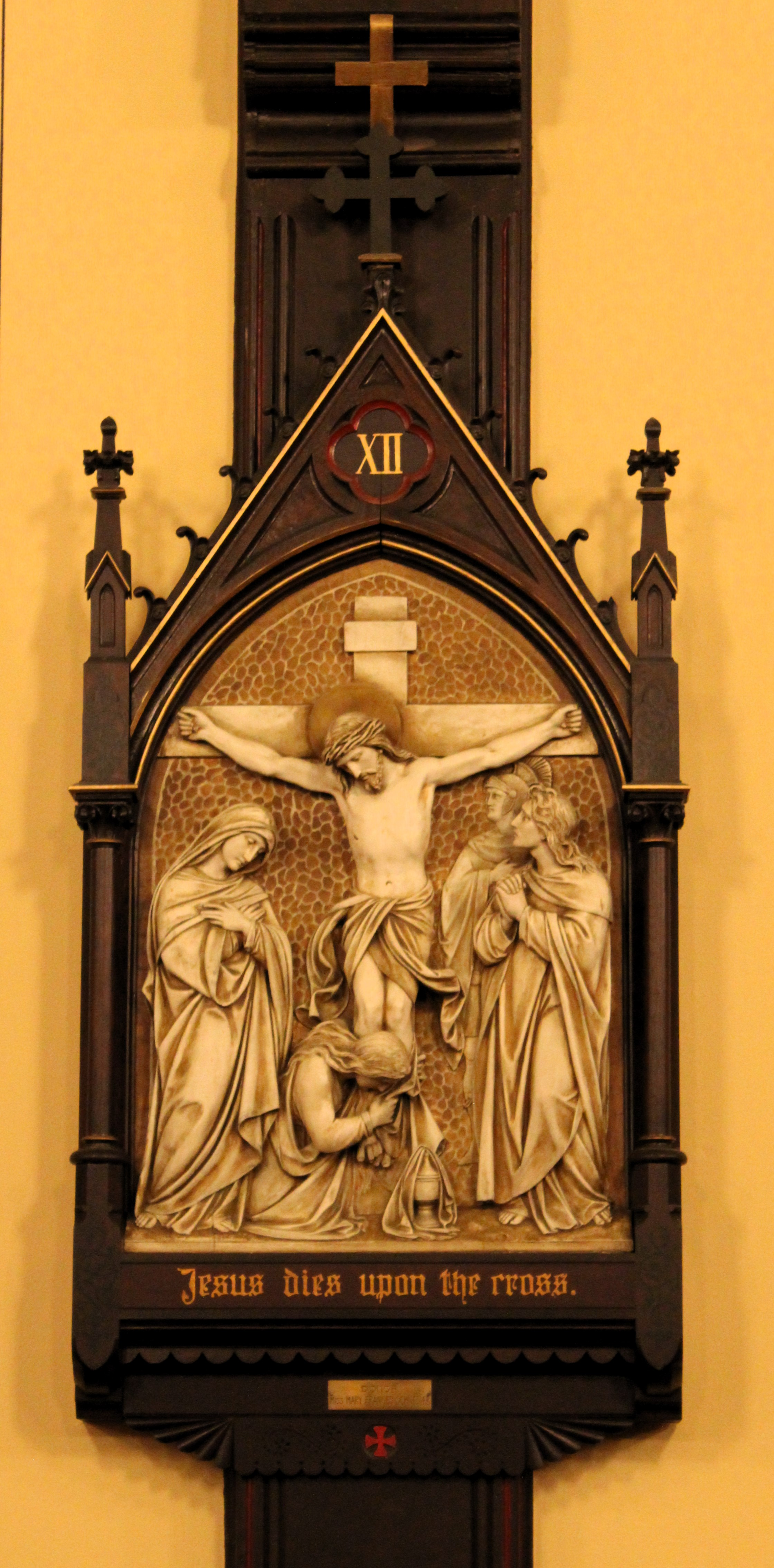
Representación de la XII Estación, Jesús muere en la cruz.
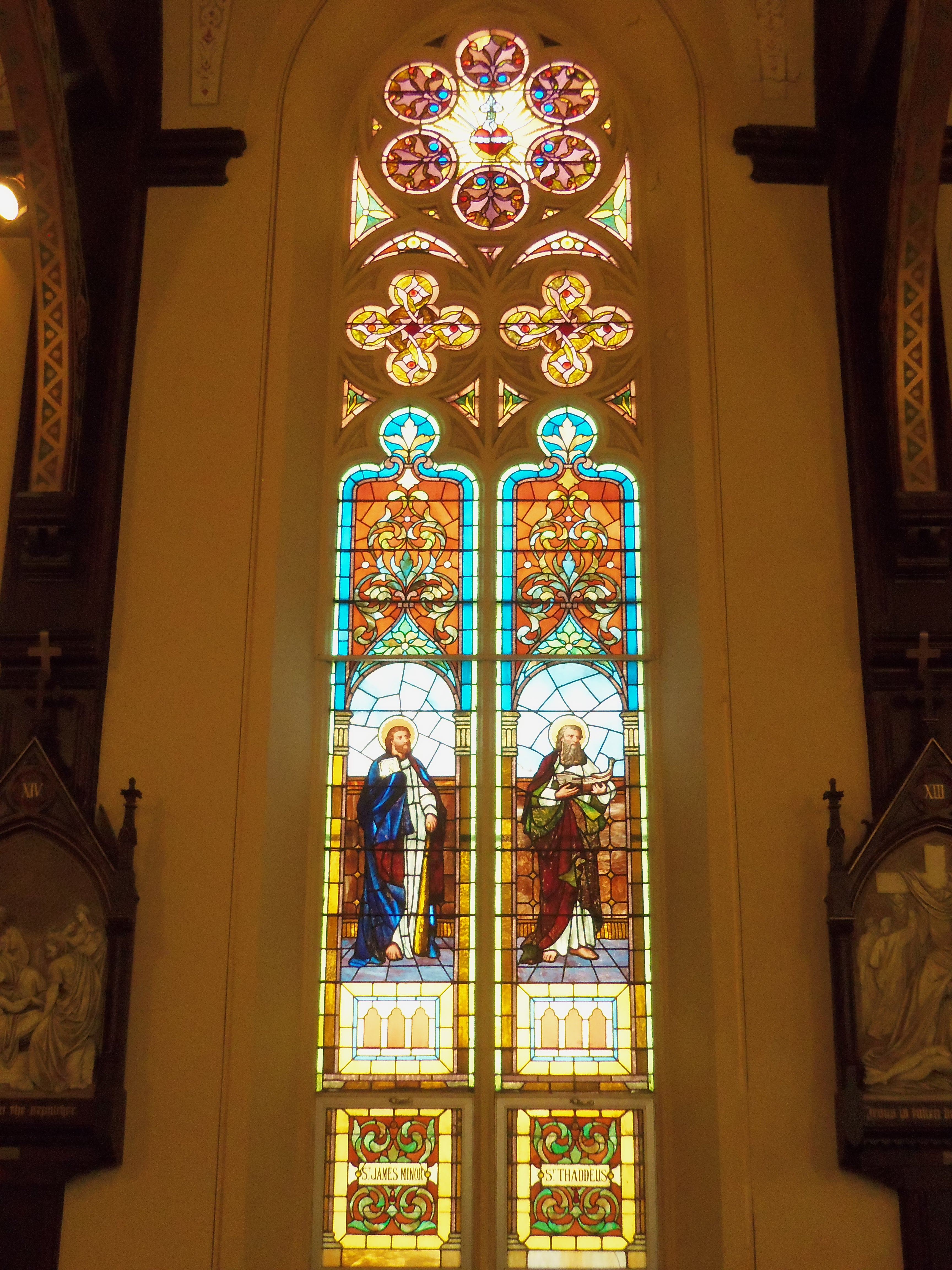
Vitral